# セカンドショット
株式会社セカンドショット（SECONDSHOT）は、日本のラジオ番組制作会社。

## 概要
広告代理店、アニメ関連会社でアニラジに関わっていた小泉義徳が2013年に設立した。スポンサーに依存する従来の番組制作システムではなく、番組自体で費用回収可能なシステムを目指しており、設立10年目を目処にアニメ作品に出資することを目標としている。
2025年現在、当社が制作した番組は、ニコニコチャンネル（ニコニコ動画またはニコニコ生放送）、YouTube、OPENREC.tvの4媒体にて配信を行っている。かつてはFRESH LIVE、超!A&G+（2025年3月にサービス終了）でも配信を行っていた。
ニコニコチャンネルにおいては自社チャンネル「セカンドショットちゃんねる」および「せかんどちょっとちゃんねる」にて番組配信を行っている。両チャンネルは月額の有料会員制であるが、未契約であっても番組の一部や無料番組の視聴は可能。
YouTubeにおいても自社チャンネル「セカンドショットちゃんねる」にて番組配信を行っている。こちらは原則有料会員制ではないため、配信される番組は無料番組や一部番組の切り抜き動画などに限られる。
OPENREC.tvにおいても自社チャンネル「セカンドショットGAME部」にて番組配信を行っている。月額の有料会員制であるが、未契約であっても番組の一部や無料番組の視聴は可能。

## 制作

### ラジオ番組

#### 配信中の番組
- ア - 本配信の他にニコニコチャンネル、YouTubeにてアーカイブ配信あり。
- 動 - 動画付き。

| 配信サイト                                         | 配信時期         | 番組名                                                                         | 備考                                                                                                 | 公式サイト |
| -------------------------------------------------- | ---------------- | ------------------------------------------------------------------------------ | --- | ---------- |
| ニコニコチャンネル 「セカンドショット ちゃんねる」 | 2013年4月1日 -   | 戸松遥のココロ☆ハルカス                                                        | ア 毎週水曜日配信 2020年9月26日までは超!A＆G+にて配信                                                |            |
| ニコニコチャンネル 「セカンドショット ちゃんねる」 | 2013年4月6日 -   | 寿美菜子のラフラフ                                                             | ア 毎週水曜日配信 2020年9月26日までは超!A＆G+にて配信                                                |            |
| ニコニコチャンネル 「セカンドショット ちゃんねる」 | 2014年1月8日 -   | TrySailのTRYangle harmony                                                      | ア 毎週火曜日配信 2014年内は『TRYangle harmony』のタイトルで配信 2021年3月23日までは超!A＆G+にて配信 |            |
| ニコニコチャンネル 「セカンドショット ちゃんねる」 | 2014年12月25日 - | 井澤詩織のしーちゃんねる                                                       | ア 動 隔週金曜日配信                                                                                 |            |
| ニコニコチャンネル 「セカンドショット ちゃんねる」 | 2016年4月5日 -   | 愛美とはるかの2年A組青春アクティ部!                                            | ア 動 月1回配信                                                                                      |            |
| ニコニコチャンネル 「セカンドショット ちゃんねる」 | 2016年4月6日 -   | Pyxisのキラキラ大作戦!                                                         | ア 動 隔週水曜日配信                                                                                 |            |
| ニコニコチャンネル 「セカンドショット ちゃんねる」 | 2017年11月17日 - | すごいよ☆花林ちゃん!                                                           | ア 動 隔週火曜日配信                                                                                 |            |
| ニコニコチャンネル 「セカンドショット ちゃんねる」 | 2019年10月2日 -  | 大西亜玖璃・高尾奏音のあぐのんる〜むらぼ♪                                      | ア 動 隔週水曜日配信                                                                                 |            |
| ニコニコチャンネル 「セカンドショット ちゃんねる」 | 2021年1月19日 -  | DayRe:のRe:Re:Re:Re:Re:カーニバル                                              | ア 動 毎週火曜日配信 2025年4月29日までは『ミュージックレイン3期生 新番組ベータ版』のタイトルで配信   |            |
| ニコニコチャンネル 「セカンドショット ちゃんねる」 | 2021年4月7日 -   | まぁたんゆりりん                                                               | ア 動 隔週水曜日配信                                                                                 |            |
| ニコニコチャンネル 「セカンドショット ちゃんねる」 | 2022年10月4日 -  | 山根綺・富田美憂 ややとみの                                                    | ア 動 隔週火曜日配信                                                                                 |            |
| ニコニコチャンネル 「セカンドショット ちゃんねる」 | 2022年10月11日 - | さっさとはおー                                                                 | ア 動 隔週火曜日配信                                                                                 |            |
| ニコニコチャンネル 「セカンドショット ちゃんねる」 | 2022年12月15日 - | いずみふアンちゃんの元気が出る生放送!                                          | ア 動 月1回配信                                                                                      |            |
| ニコニコチャンネル 「セカンドショット ちゃんねる」 | 2023年4月24日 -  | ゴー☆ジャス＠レボ☆リューション 〜こんな声優ファン☆タスティック with 日向もか〜 | 動 隔週月曜日配信                                                                                    |            |
| ニコニコチャンネル 「セカンドショット ちゃんねる」 | 2024年5月7日 -   | はなまきこもちぃ                                                               | ア 動 隔週火曜日配信                                                                                 |            |
| ニコニコチャンネル 「セカンドショット ちゃんねる」 | 2024年7月3日 -   | 春日さくらと乾夏寧の夏もさくらを咲かせたい                                     | ア 動 隔週水曜日配信                                                                                 |            |
| ニコニコチャンネル 「セカンドショット ちゃんねる」 | 2025年5月28日 -  | 亜咲花・塚田悠衣 YOUR LOVE                                                     | ア 動 隔週水曜日配信                                                                                 |            |
| ニコニコチャンネル 「せかんどちょっと ちゃんねる」 | 2020年7月24日 -  | げんしんブラザーズ                                                             | ア 動 隔週金曜日配信 本編はYouTubeにて配信                                                           |            |
| ニコニコチャンネル 「せかんどちょっと ちゃんねる」 | 2022年10月8日 -  | 島﨑信長のパケドリ。                                                           | ア 毎週金曜日配信 2025年3月29日までは超!A&G+にて配信                                                 |            |
| OPENREC.tv 「セカンドショットゲーム部」            | 2022年12月26日 - | 中澤ミナのゲームはじめたて                                                     | ア 動 隔週月曜日配信                                                                                 |            |
| OPENREC.tv 「セカンドショットゲーム部」            | 2023年3月10日 -  | 竹田海渡のおとうふげーむ                                                       | ア 動 毎週金曜日配信                                                                                 |            |
| OPENREC.tv 「セカンドショットゲーム部」            | 2024年5月24日 -  | 花谷麻妃のすこやかゲーミング倶楽部                                             | ア 動                                                                                                |            |

#### 配信終了した番組
| 配信サイト                                         | 配信時期       | 配信時期       | 番組名                                                                        | 備考 | 公式サイト |
| 配信サイト                                         | 配信開始       | 配信終了       | 番組名                                                                        | 備考 | 公式サイト |
| -------------------------------------------------- | -------------- | -------------- | ----------------------------------------------------------------------------- | --- | ---------- |
| 超!A&G+                                            | 2003年4月1日   | 2015年11月7日  | 有限会社チェリーベル                                                          | 2008年10月10日より超!A&G+で配信 松来未祐の逝去に伴い、事実上打ち切り                                               |            |
| 超!A&G+                                            | 2013年4月6日   | 2015年7月7日   | A&G Girls Project Trefle                                                      | |            |
| 超!A&G+                                            | 2013年4月6日   | 2015年4月5日   | 野中藍・石川由依のラジオ Operating System                                     | |            |
| 超!A&G+                                            | 2013年10月13日 | 2022年10月24日 | P.S. 元気です。孝宏                                                           | |            |
| 超!A&G+                                            | 2015年3月7日   | 2019年3月29日  | 人生道でも飯田里穂                                                            | ア |            |
| 超!A&G+                                            | 2017年1月3日   | 2019年6月26日  | 竹達彩奈「ひみつのラジオ」〜あやラジ〜                                        | ア |            |
| 超!A&G+                                            | 2019年7月3日   | 2023年9月27日  | 鬼頭明里のsmiley pop                                                          | ア |            |
| 超!A&G+                                            | 2010年4月8日   | 2025年3月27日  | 豊崎愛生のおかえりらじお                                                      | ア 2016年4月より当社が提供開始                                                                                     |            |
| 超!A&G+                                            | 2010年10月14日 | 2025年3月26日  | 高垣彩陽のあしたも晴レルヤ                                                    | ア 2017年4月より当社が提供開始                                                                                     |            |
| ニコニコチャンネル 「セカンドショット ちゃんねる」 | 2014年8月15日  | 2015年4月24日  | 石川由依・田上真里奈・高宗歩未の3CAN詩音                                      | 月1回配信 |            |
| ニコニコチャンネル 「セカンドショット ちゃんねる」 | 2014年10月7日  | 2021年3月31日  | 楠田亜衣奈・渡部優衣の気分上等↑↑                                              | ア 2019年1月2日までは超!A&G+でも配信                                                                               |            |
| ニコニコチャンネル 「セカンドショット ちゃんねる」 | 2015年10月8日  | 2016年11月18日 | Trefle-TV                                                                     | 動 |            |
| ニコニコチャンネル 「セカンドショット ちゃんねる」 | 2016年4月4日   | 2018年6月4日   | 寿美菜子・早見沙織・悠木碧のことはゆ                                          | |            |
| ニコニコチャンネル 「セカンドショット ちゃんねる」 | 2016年4月15日  | 2019年9月25日  | 立花理香の理香学研究所-広報室-                                                | 動 |            |
| ニコニコチャンネル 「セカンドショット ちゃんねる」 | 2019年10月2日  | 2019年10月2日  | みなさおランド♡                                                               | ア 動 セカンドショットの意向により第1回で打ち切り 翌週より『たかみなと大西のたかにしや』として仕切り直して配信開始 |            |
| ニコニコチャンネル 「セカンドショット ちゃんねる」 | 2018年4月9日   | 2022年12月25日 | ゴー☆ジャス＠レボ☆リューション 〜こんな声優ファン☆タスティック with ちくわP〜 | 動 |            |
| ニコニコチャンネル 「セカンドショット ちゃんねる」 | 2019年10月9日  | 2023年6月14日  | たかみなと大西のたかにしや                                                    | ア 動 |            |
| ニコニコチャンネル 「セカンドショット ちゃんねる」 | 2019年7月9日   | 2023年8月2日   | あずえりR                                                                     | ア 2023年8月7日より『あずえりRG』のタイトルでOPENREC.tvにて配信                                                    |            |
| ニコニコチャンネル 「せかんどちょっと ちゃんねる」 | 2015年12月11日 | 2021年3月26日  | WADACHI STREET                                                                | |            |
| ニコニコチャンネル 「せかんどちょっと ちゃんねる」 | 2020年7月31日  | 2023年7月14日  | 市川太一・鈴木崚汰 MIX UP!!                                                   | ア 動 本編はYouTubeにて配信                                                                                        |            |
| OPENREC.tv 「セカンドショットゲーム部」            | 2023年8月7日   | 2024年12月16日 | あずえりRG                                                                    | ア 動 毎週月曜日配信                                                                                               |            |

#### セカンドショットちゃんねる番組構成
2025年6月現在
月曜日
- ゴー☆ジャス＠レボ☆リューション～こんな声優ファン☆タスティック with 日向もか～（隔週配信）（21:30 - ）

火曜日
- TrySailのTRYangle harmony（22:00 - ）
- 山根綺・富田美憂 ややとみの（隔週配信）（22:30 - ）
- さっさとはおー（隔週配信）（22:30 - ）
- すごいよ☆花林ちゃん!（隔週配信）（23:00 - ）
- はなまきこもちぃ（隔週配信）（23:00 - ）
- ミュージックレイン3期生 新番組β版（23:30 - ）

水曜日
- 戸松遥のココロ☆ハルカス（隔週配信）（22:00 - ）
- 寿美菜子のラフラフ（隔週配信）（22:00 - ）
- Pyxisのキラキラ大作戦!（隔週配信）（22:30 - ）
- 春日さくらと乾夏寧の夏もさくらを咲かせたい（隔週配信）（22:30 - ）
- 大西亜玖璃・高尾奏音のあぐのんる～むらぼ♪（隔週配信）（23:00 - ）
- まぁたんゆりりん（隔週配信）（23:00 - ）
- 亜咲花・塚田悠衣 YOUR LOVE（隔週配信）（23:30 - ）

## BGM
火曜、水曜のセカンドショットナイトに使用。
- 井澤詩織 - 「YES!YES!YES!YES!」、「Diary」（ - 2019年4月24日）
- 高橋花林 - 「SU・GO・I・YO」、「SMILE MEMORY」（2019年4月30日 - ）

## 主なイベント
Wikipedia内に記事がある番組のものは各番組の記事を参照。
| 公演年 | タイトル                                       | 公演日・会場                                                                  | 司会                              | 出演者 | 備考 |
| ------ | ---------------------------------------------- | ----------------------------------------------------------------------------- | --------------------------------- | --- | --- |
| 2016年 | SECONDSHOT FES -Girls Members-                 | 全2公演：5月7日 メルパルクホール（東京都）                                    | ゴー☆ジャス                       | 戸松遥、寿美菜子、夏川椎菜・麻倉もも・雨宮天（TrySail）、楠田亜衣奈、渡部優衣、飯田里穂、柏山奈々美、鈴木絵理、高橋花林、高宗歩未、 伊藤美来・豊田萌絵（Pyxis）、井澤詩織                                                                                  | |
| 2017年 | SECONDSHOT FES -Girls Members- 2017            | 全2公演：5月13日 メルパルクホール（東京都）                                   | ゴー☆ジャス                       | 戸松遥、寿美菜子、豊崎愛生、高垣彩陽、夏川椎菜・麻倉もも・雨宮天（TrySail）、楠田亜衣奈、渡部優衣、飯田里穂、愛美、山崎はるか、伊藤美来・豊田萌絵（Pyxis）、井澤詩織（第1部の司会兼任）、立花理香（第2部の司会兼任）                                       | |
| 2018年 | SECONDSHOT FES -Girls Members- 2018            | 全2公演：5月12日 メルパルクホール（東京都）                                   | ゴー☆ジャス                       | 戸松遥、寿美菜子、豊崎愛生、高垣彩陽、夏川椎菜・麻倉もも（TrySail）、山口立花子、楠田亜衣奈、渡部優衣、飯田里穂、山崎はるか、伊藤美来・豊田萌絵（Pyxis）、高橋花林、井澤詩織（第1部の司会兼任）、立花理香（第2部の司会兼任）                               | 雨宮は喉の不調から出演を見合わせた。 |
| 2019年 | SECONDSHOT FES -Girls Members- 2019            | 全2公演：5月11日 メルパルクホール（東京都）                                   | ゴー☆ジャス                       | 戸松遥、寿美菜子、豊崎愛生（夜の部のみ）、高垣彩陽、夏川椎菜・麻倉もも・雨宮天（TrySail）、山口立花子、楠田亜衣奈、渡部優衣、飯田里穂、愛美、山崎はるか、伊藤美来・豊田萌絵（Pyxis）、高橋花林、井澤詩織（夜の部の司会兼任）、立花理香（夜の部の司会兼任） | |
| 2020年 | SECONDSHOT FES -Girls Members- 2020            | 本編1公演および直前座談会：7月18日 ニコニコ動画「セカンドショットちゃんねる」 | ゴー☆ジャス                       | 戸松遥、豊崎愛生、高垣彩陽、夏川椎菜・麻倉もも・雨宮天（TrySail）、山口立花子、愛美、山崎はるか、伊藤美来・豊田萌絵（Pyxis）、高橋花林、高橋未奈美、大西沙織、和氣あず未、鈴木絵理、鬼頭明里、大西亜玖璃、高尾奏音、井澤詩織                               | 当初はLINE CUBE SHIBUYA（渋谷公会堂）にて開催を予定していたが、新型コロナウイルス感染症の流行に伴い通常開催を中止し、無観客生配信で実施。 |
| 2022年 | SECONDSHOT FES -Girls Members- 2022 ＜SUMMER＞ | 全2公演：8月6日 LINE CUBE SHIBUYA（東京都）                                   | 中澤ミナ、豊崎愛生、小泉義徳      | 和氣あず未、鈴木絵理、愛美、山崎はるか、髙橋ミナミ（昼の部のみ）、大西沙織（昼の部のみ）、豊田萌絵・伊藤美来（Pyxis）、高尾奏音、Machico、駒形友梨、中澤ミナ、豊崎愛生                                                                                     | 鬼頭、大西、ゴー☆ジャス、山口は出演を見合わせた。                                                                                         |
| 2022年 | SECONDSHOT FES -Girls Members- 2022 ＜AUTUMN＞ | 全2公演：11月19日 LINE CUBE SHIBUYA（東京都）                                 | ゴー☆ジャス、中澤ミナ、山崎はるか | 雨宮天・夏川椎菜（TrySail）、山根綺（夜の部のみ）、高橋花林、相川奏多・橘美來・夏目ここな・日向もか・宮沢小春（ミュージックレイン3期生）、Machico（夜の部のみ）、駒形友梨                                                                                  | 麻倉、山口は出演を見合わせた。 |
| 2024年 | SECONDSHOT FES -Girls Members- 2024-01         | 全2公演：1月28日 LINE CUBE SHIBUYA（東京都）                                  | ゴー☆ジャス、高橋花林             | 和氣あず未、鈴木絵理、Machico、駒形友梨、篠原侑、稲垣好、山根綺（夜の部のみ）、富田美憂（夜の部のみ）、中澤ミナ、橘美來・宮沢小春・夏目ここな・日向もか（ミュージックレイン3期生）、小森結梨、菅叶和                                                       | 相川は出演を見合わせた。 |